# Karl Luzius
Karl Luzius (* 27. Oktober 1907 in Ginnheim; † 1. November 1997 in Nidderau) war ein deutscher Schauspieler, Schauspielpädagoge und Autor.

## Leben
Luzius, ein Sohn des Mechanikers Adam Luzius und seiner Frau Minna Klara, geb. Thomas, absolvierte seine Schauspielausbildung bei Alfred Auerbach und Johanna Zademack in Frankfurt am Main. Seine ersten Bühnenerfahrungen sammelte er als Eleve am dortigen Neuen Theater. In den 1920er Jahren war Luzius Mitbegründer der „Notgemeinschaft junger Autoren“ und schrieb Texte für Cabaret-Programme. 1931 gehörte er zu den Gründungsmitgliedern des Porza Cabarets im Frankfurter Steinernen Haus, des ersten literarischen Nachtkabaretts Frankfurts. Nach kaum zwei Jahren wurde es von den Nationalsozialisten geschlossen und Luzius wurde aus politischen Gründen aus der Reichskulturkammer ausgeschlossen. Später, während des Zweiten Weltkriegs, wurde er jedoch wieder in die Reichstheaterkammer aufgenommen.
Ein neues Betätigungsfeld verschaffte ihm Gustaf Gründgens in Berlin. Hier wirkte Luzius an Bühnen- und Kleinkunstprogrammen mit. Nach Kriegsende gestaltete er verschiedene Berliner Unterhaltungs- und Literaturprogramme. Bei einer Matinee des Cabarets der Komiker am Kurfürstendamm wurde ihm dafür ein Kleinkunstpreis verliehen. 1946/47 am Deutschen Nationaltheater in Weimar, fand er schließlich abermals ein langjähriges Betätigungsfeld in Frankfurt am Main. Dort spielte er Struwwelpeter-Cabaret und gründete im Herbst 1947 das Frankfurt-Studio, an dem er Schauspielunterricht gab. Gelegentlich übernahm Luzius auch Rollen in Film- und Fernsehproduktionen wie Sohrab Shahid Saless’ Ordnung, Rainer Wolffhardts Mehrteiler Jauche und Levkojen nach Christine Brückner und mehreren Episoden der Krimiserie Ein Fall für zwei. Außerdem war Luzius langjähriges Mitglied der Schopenhauer-Gesellschaft. Er starb kurz nach seinem 90. Geburtstag im hessischen Nidderau.

## Filmografie (Auswahl)
- 1979: Jauche und Levkojen (Mehrteiler)
- 1980: Ordnung
- 1982: Ein Fall für zwei – Tollwut
- 1982: Ein Fall für zwei – Alte Pistolen